# Inchmurrin

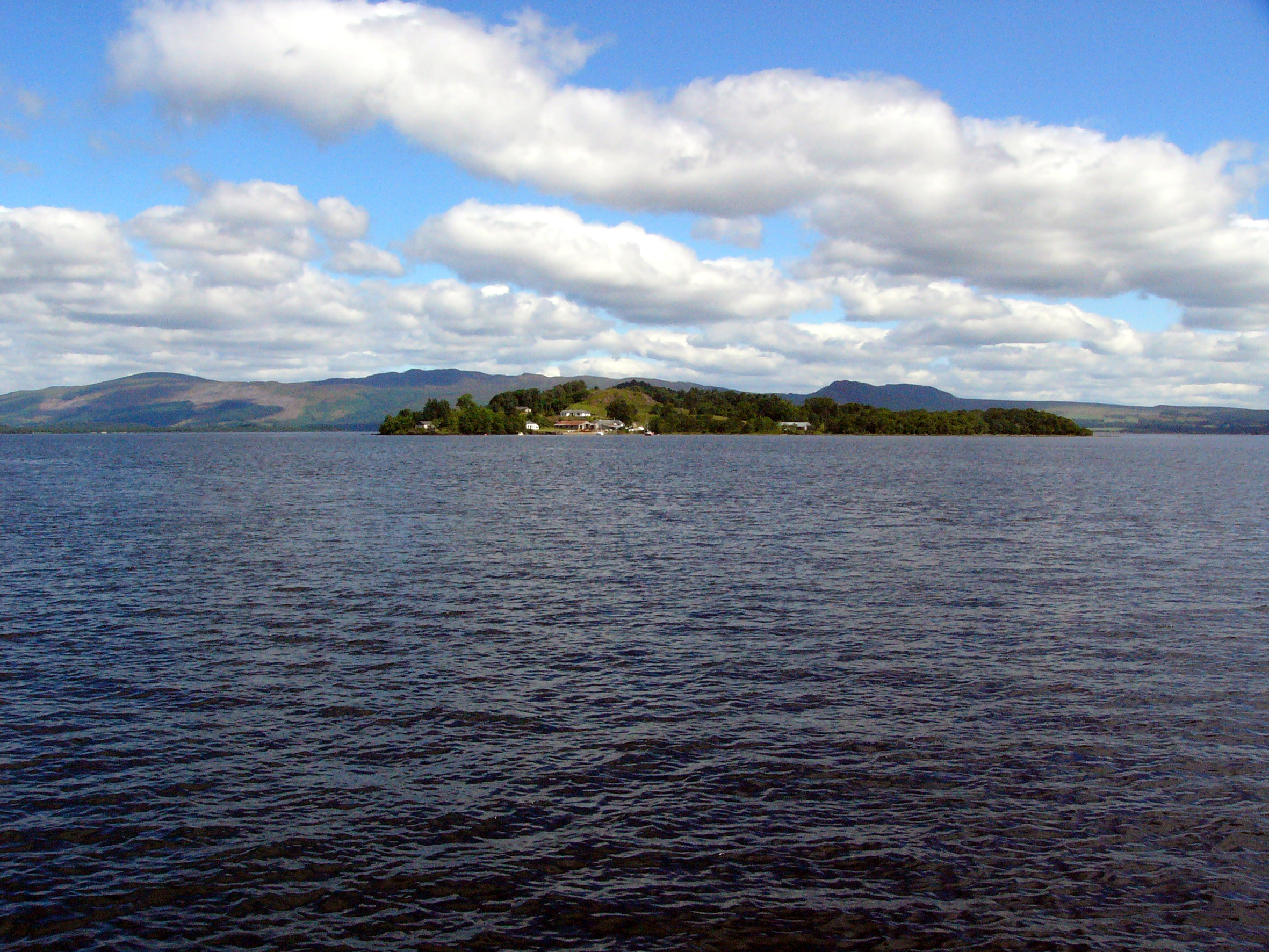
L'illa d’Inchmurrin dins del Loch Lomond

Inchmurrin és una illa situada dins del Lock Laomainn, a Escòcia. Amb 120 hectàrees (0.46 sq mi) és l'illa més gran localitzada en aigua dolça en totes les Illes Britàniques. S'eleva a 89 metres per sobre de la superfície del llac i està coberta de boscos en gran part.
Hi ha una excel·lent vista de l'extrem nord del llac.
Juntament amb Creinch, Torrinch i Inchcailloch, Inchmurrin forma part de la falla de les Highlands, que transcorre a través del loch.